# Lennox (Automobilhersteller)
Lennox war ein britischer Hersteller von Automobilen.

## Unternehmensgeschichte
Das Unternehmen aus Northumberland begann 1920 mit der Produktion von Automobilen. Der Markenname lautete Lennox. 1921 endete die Produktion. Insgesamt entstanden acht Fahrzeuge.

## Fahrzeuge
Das einzige Modell war ein leichtes Dreirad.